# Хуснобод (район Рудаки)
Хуснобо́д (тадж. Ҳуснобод; до 2008 года — Катасой) — село в районе Рудаки Республики Таджикистан. Входит в состав джамоата (сельской общины) Чоряккорон района Рудаки.
Находится недалеко от г. Душанбе, на расстоянии 26 км от райцентра (пгт. Сомониён) и 8 км от центра общины (село Чоряккорон).
Население — 2580 чел. (2017).